# Онтологія
Онтоло́гія (лат. ontologia від дав.-гр. ών, род. в. грец. όντος — суще, те, що існує і грец. λόγος — учення, наука) — вчення про буття; розділ філософії, у якому з'ясовуються фундаментальні проблеми існування, розвитку сутнісного, найважливішого. Поняття «онтологія» не має однозначного тлумачення у філософії.

## Філософське усвідомлення світу, його сутність та проблеми
|            | Матерія є причиною усіх причин, не будучи сама обумовлена ніякою причиною. |
| — Ф. Бекон |                                                                            |

Поняття «онтологія» складне, змістовне, багатогранне. Існує, принаймні, три значення цього поняття:
- По-перше, під онтологією розуміють ту частину філософії, яка з'ясовує основні, фундаментальні принципи буття, першопочатку всього сутнісного. Саме поняття «онтологія» у перекладі з грецької мови означає вчення про суще, сутнісне, найважливіше (онто — суще, сутнісне, логія — вчення). Це вчення про першооснови буття, про субстанцію, матерію, простір, час, рух, причинність тощо.
- По-друге, у марксистській філософії поняття «онтологія» вживається для з'ясування сутності явищ, що існують незалежно від людини, її свідомості (та ж матерія), рух, розвиток, його об'єктивні закони тощо).
- По-третє, у західній філософії в поняття «онтологія» теж включають найзагальніші принципи буття, але вони розглядаються на рівні надчуттєвої, надраціональної інтуїції. Це так звана «трансцендентальна онтологія» Гуссерля, «критична онтологія» Гартмана, «фундаментальна онтологія» Гайдеггера тощо. Тобто, найзагальніші принципи буття у такому розумінні з'ясовуються лише інтуїтивно, а не в процесі практичної, пізнавальної діяльності людини, взаємодії суб'єкта і об'єкта.

Зміст поняття «онтологія» складають основи, витоки, першоначала всього існуючого, найзагальніші принципи буття світу, людини, суспільства. У понятті «онтологія» знаходить відображення та особливість цих основ, витоків та першоначал, що вони існують об'єктивно, тобто незалежно від людини і її свідомості. Все це складає сутність такого поняття, як «онтологія».
Що означає поняття «буття»? Як відомо, особливістю філософії як науки є те, що вона дає найбільш узагальнене знання про те, що існує. Тож і філософське усвідомлення світу ґрунтується на узагальненому, абстрактному, теоретичному відображенні дійсності. Таке відображення здійснюється з допомогою найзагальніших понять, категорій. Найзагальнішою категорією філософії (при тому будь-якої за напрямком) є найдавніше поняття «буття».
Буття — філософська категорія, що позначає:
1. все те, що ми бачимо, що реально існує;
2. все те, що ми не бачимо, але воно є у дійсності (наприклад, радіохвилі, іонізуюче випромінювання, електричне поле, внутрішня зміна тощо);
3. все те, що є уявним, нереальним (наприклад, уявлення про ідеальне, мітологічні образи);
4. реальність, яка існує об'єктивно, незалежно від свідомості людини (природа, об'єктивні закони);
5. загальний спосіб існування людини, суспільства.

Виходячи з вищевикладеного, основними формами буття є: буття речового, матеріального; буття суб'єктивного ідеального; буття біологічного (живого); буття соціального (суспільного).

### Матеріальне та ідеальне
Найзагальнішим, абстрактним відображенням дійсності в історико-філософському аспекті є також уявлення про матеріальне та ідеальне, про «світ речей» і «світ ідей». По суті, мова йде про основне питання філософії, про співвідношення матеріального та ідеального, про те, що є первинним, а що похідним, вторинним. Не може бути сумніву, що ця проблема у філософії існує. Навіть Йоган Готліб Фіхте (німецький філософ, суб'єктивний ідеаліст) стверджував, що філософія може розвиватися лише двома шляхами: перший — від речей до ідей; другий — від ідей до речей. Перший шлях Фіхте називав «догматизмом». Другий — «ідеалізмом». Себе філософ відносив, звичайно, до останнього. Це не що інше як постановка фундаментального питання будь-якої філософії, а саме: як йти у філософії — від речей до ідей (свідомості), чи від ідей (свідомості) до речей.
Матеріальне — філософська категорія, яка дає уявлення про фундаментальну ознаку буття, а саме про його об'єктивне існування, незалежне від свідомості людини, її життєдіяльності (наприклад, природа, космос, речовина, закони розвитку тощо).
Ідеальне — це філософська категорія для позначення суб'єктивного, образного нематеріального відображення дійсності у людській свідомості. Ідеальне дає уявлення про суттєву відмінність між образом і об'єктом, який відображається. Ця відмінність полягає в тому, що образ, який відображає реально відчутні властивості об'єкта, сам цих властивостей не має, оскільки позбавлений будь-якої тілесності, матеріальності. Наприклад, звичайна вишня. Вона має смак, колір, форму, вагу, розмір (величину) тощо. Однак образ вишні, що ми уявляємо, цих властивостей не має. Образ вишні не має смаку, кольору, ваги, форми тощо. Він не має жодного грама тілесності.
Отже, образне, відображуване, ідеальне є суб'єктивною, духовною реальністю; образне, ідеальне існує лише в актах свідомості.
Категорія «ідеальне» має, принаймні, чотири значення у філософії:
1. ідеальне, що існує як результат інтелектуальної діяльності людини (літературні, музичні, наукові твори тощо);
2. ідеальне як найдосконаліше, як ідеал (ідеал краси, суспільний ідеал, ідеальна форма);
3. ідеальне як результат ідеалізації об'єкта в людській пізнавальній діяльності. Наприклад, «точка», «абсолютно тверде тіло», «ідеальний розчин» тощо. Таких об'єктів у природі не існує. Бо що таке «точка»? «Точка» — це ідеальний об'єкт, який створений в результаті абстрагування від принципової неможливості побудувати даний об'єкт практично, бо вона не має ні висоти, ні ширини, ні довжини. У природі не існує «ідеального розчину», котрий не мав би певного об'єму і певної температури. «Ідеальний розчин» — це ідеальна модель створена подумки, коли не беруть до уваги саме ці конкретні ознаки — об'єм і температуру, щоб віднайти загальніші, суттєвіші ознаки, що притаманні усім розчинам. Це здійснюється в інтересах пізнання;
4. Ідеальне як об'єктивний феномен, незалежний від людини, її свідомості («абсолютний розум», «абсолютна ідея» у Гегеля, «вічні ідеї» у Платона тощо).

Тепер зупинимося на з'ясуванні особливостей матеріального як реального, об'єктивного, котре не залежить від людини та її свідомості. Для позначення того, що є об'єктивним, незалежним від свідомості людини у філософії вироблено уявлення про матерію.
Поняття матерії. Поняття «матерія», його формування має свою історію. У найдавніших філософів античного світу вже була думка про першооснову всього існуючого. Нею, як відомо, вони вважали воду, повітря, вогонь, атом тощо. Міркування про це ми знаходимо, зокрема, у філософії Фалеса, Анаксімена, Геракліта, Демокріта. Однак таке уявлення про різні першооснови всього існуючого не мало тієї універсальності, всезагальності охоплення об'єктивної дійсності, котре характерно для категоріального, філософського розуміння матерії.
Згадується розміркування англійського філософа XVII століття Френсіса Бекона про те, що «…древні уявляли собі першу матерію як таку, що має форму і якість, а не як абстрактну, тільки можливу і безформну…», бо «…в той час ще не настало царство „категорій“, де б абстрактне начало могло укритися під захистом категорій субстанції, і тому ніхто не насмілився придумати цілком уявлювану матерію, а за начало приймалося тільки те, що могло б бути сприйнято почуттям…».
Лише учень і послідовник Фалеса — Анаксімандр першим дійшов до висновку, що в усіх цих речей — води, повітря, вогню тощо — повинна бути єдина, загальна першооснова. Вона повинна бути всеохопною, безмежною, вічною. Такою першоосновою він вважав «апейрон» (апейрон — з грецької — безконечне, нескінченне, безмежне). Фактично це була перша спроба дати узагальнене уявлення про першооснову всього існуючого, спроба категоріального визначення поняття матерії.
Пізніше, у Арістотеля, ми вже знаходимо розуміння поняття матерії як філософської категорії, котра не має якихось конкретних ознак і є результатом абстрактного мислення людини. Арістотель стверджував, що «матерія… чуттєво не сприймається. Однак до визнання її існування ми приходимо на основі узагальнення наших спостережень».
Подібну думку стосовно поняття матерії поділяв також Френсіс Бекон. «Матерія, — писав він, — позбавлена будь-яких (конкретних — В. Б.) якостей… Вона є, очевидно, найдосконалішою фікцією людського розуму…».
Отже, поняття матерії вищезгадані філософи пов'язували не з конкретними її властивостями, а з чимось загальним, абстрактним, всеохопним, безмежним. Такий підхід став важливим кроком на шляху визначення поняття матерії як філософської категорії.
Однак не всі філософи поділяли подібне уявлення про поняття матерії. Насамперед, такий підхід відкидали ті, хто вважав першоосновою всього сущого дух, ідею, «абсолютний розум», свідоме начало. До таких відносився англійський філософ, єпископ Джордж Берклі (1684 — 1753). Він виступив з різкою критикою уявлення про матерію як про абстрактне поняття. Запереченню цього Берклі присвятив «Трактат про начала людського пізнання» (1710). В ньому він не приховує того, що головною його метою є боротьба проти матеріалізму в усіх його проявах. Чому? Тому, що Берклі був філософом-ідеалістом, єпископом. Його фах вимагав спростування матеріалізму, основного його поняття матерії, оскільки визнання останньої не залишало місця для Бога як творця всього існуючого.
Аргументація Берклі проти поняття матерії як абстракції була нескладною. Вона зводилася до проголошеної ним тези: «існувати означає бути сприйнятим». Що це означає? Прослідкуємо за логікою Джорджа Берклі. Все те, що реально існує, вважав Берклі, я сприймаю з допомогою органів відчуття. Матерії, як поняття, я не сприймаю ні з допомогою зору, ні з допомогою дотику, а оскільки це так, то вона не існує, а отже позбавлена сенсу. Ось його судження на цей рахунок: «В тім, що речі, котрі я бачу моїми очима, чи відчуваю моїми руками, дійсно існують — я зовсім не маю сумніву. Єдина річ, існування якої я заперечую, це те, що філософи називають матерією».
Однак це помилкове твердження. Людина багато речей не сприймає з допомогою відчуттів, але це не означає, що такі речі не існують. Ми не сприймаємо відчуттям магнітне поле, ультразвук, радіохвилі тощо, але вони є. Про їхнє існування ми дізнаємося з допомогою відповідних приладів. Закони природи теж не сприймаються на рівні відчуттів, однак ніхто не заперечує їхнього існування. Поняття матерії теж не сприймається з допомогою дотику, зору, смаку тощо бо це абстракція, узагальнене уявлення, в ньому на рівні мислення фіксується найзагальніша, всеохопна ознака дійсності, котра полягає в тому, що речі, предмети, природа існують реально, об'єктивно, незалежно від людини, її свідомості. «Матерія, — писав Ф. Енгельс, — є чисте творіння думки і абстракція. Ми відхиляємося від якісних відмінностей речей, коли об'єднуємо їх під поняттям матерії. Матерія, як така, не є чимось чуттєво існуючим».

#### Висновки і нові питання
Таким чином, поняття матерії вироблено у філософії для позначення об'єктивної реальності, котра дається людині у її відчуттях. Ця об'єктивна реальність і є змістом такої філософської категорії, як матерія. Хоча тут виникає парадокс: чи не логічніше прийняти факт причини сутності всіх речей, як наслідок діяльності Абсолютного Розуму або Бога, ніж вводити ідеальне поняття матерії, що є «чистим творінням думки та абстракції»?

### Види матерії
В яких видах зустрічається матерія як конкретна об'єктивна реальність? Існує така класифікація конкретних видів матерії:
1. речовинні види (речовина). Речовина — матеріальне утворення, котре складається з елементарних частинок, які мають масу спокою;
2. неречовинні види матерії (поле) — магнітне поле; поле ядерних сил; гравітаційне; електричне; радіохвилі; ультразвук; рентгенівські промені; йонізуюче випромінювання тощо. Неречовинні види матерії не мають маси спокою і володіють нескінченним числом ступенів свободи;
3. антиречовинні види матерії (антиречовина). Антиречовина — матерія, котра складається з античастинок. Ядра атомів антиречовини мають у собі антипротони і антинейтрони. У речовини ядро зі знаком плюс (+), у антиречовини ядро зі знаком мінус (-) — антиядро. У речовини електрон зі знаком мінус (-), у антиречовини електрон зі знаком плюс (+) — антиелектрон. Експериментально на прискорювачах заряджених частинок отримані антиядра гелія, антипротон, антинейтрон тощо.

### Структурні рівні матерії
У філософії розглядаються структурні рівні видів матерії. Картина виглядає так:
- неорганічний рівень
  - мікросвіт (з грецьк. — малий)
  - макросвіт (з грецьк. — великий)
  - мегасвіт (з грецьк. — надвеликий, величезний)
- органічний рівень
  - організменний
    - клітина

  - надорганізменний
    - біосфера (зона активного життя)
    - біоценоз («живий комплекс», сукупність рослин, тварин, мікроорганізмів, що населяють певну ділянку суші чи водоймища, наприклад, як, озеро тощо)
- соціальний рівень
  - людина
  - особистість
  - сім'я
  - плем'я
  - народність
  - нація
  - соціальна група
  - суспільство

І насамкінець слід підкреслити, що матерію як поняття не можна ототожнювати з конкретними її видами, як це було, скажімо, в античній філософії, коли першооснову всього існуючого визначали через конкретні види матерії — воду, повітря, вогонь тощо. Чому?
По-перше, тому, що матерія як поняття — це найзагальніше, а конкретний вид матерії — це окреме;
По-друге, матерія як поняття, і про це вже йшла мова, не сприймається органами відчуття людини. Конкретні види матерії (речовина) на рівні відчуттів сприймаються;
По-третє, матерія як поняття у філософії визначається не відносно її конкретних видів, а відносно відчуттів людини, її свідомості. Бо визначення матерії як поняття через її конкретні види є логічною помилкою.
У логіці така помилка носить назву «теж через теж» (лат. idem per idem). Це коли кажуть: «матерія є вода», тобто «матерія є матерія»; «людина є людина». Таке визначення є хибним. Це — тавтологія (тавтологія — визначення, яке повторює раніше висловлене). Бо людину, скажімо, можна визначити лише у порівнянні з нижчими за неї живими істотами. У словнику ми знаходимо таке визначення людини: «Людина — суспільна істота, вищий ступінь розвитку тварин на Землі. Вони відрізняється від вищих тварин свідомістю та членороздільною мовою».
Отже, логічне визначення поняття матерії можна дати лише відносно людини, її свідомості, відчуттів, а саме: матерія є філософська категорія для позначення об'єктивної реальності, котра існує незалежно від людини та її свідомості і відображається з допомогою її відчуттів.

## Рух — спосіб існування матерії
З точки зору філософії, матерія не виникає і не зникає. Матерія не може перетворюватися на ніщо. Які б зміни у світі не відбувалися, кількість і якість матерії залишаються стабільними. Цей процес детермінується об'єктивними законами природи. Так, із закону збереження маси і енергії випливає, що: які б зміни у природі не відбувалися, загальний баланс субстанціональної матерії залишається незмінним (субстанція — це те, з чого складається світ).
Все існуюче перебуває у русі. Це відомо. І ні в кого таке уявлення не викликає сумнівів. Ще в античну давнину казали, що «життя — це рух. Де немає руху, там немає життя». Рух — це фактично абсолютна величина. Спокій, стабільність речей — відносна. У русі предмет, річ виникає, постає. У спокої закріплюється, фіксується. Немає жодного різновиду матерії, яка б не знаходилася у русі. Ніде і ніколи не було і не може бути матерії поза рухом. Рух — це сам спосіб існування матерії. Відомо, що при нагріванні, скажімо, води остання інтенсивно випаровується. При охолодженні — інтенсивність випаровування зменшується. При температурі мінус 273,15° (абсолютна температура) рух молекул фактично припиняється.
Але на атомному рівні рух не припиняється — електрон продовжує обертатися навколо свого ядра, подібно до того, як Земля, всі планети Сонячної системи обертаються навколо Сонця. Стабільність, стійкість, сонячної системи досягається саме завдяки рухові. Якби цього не було б, то всі планети Сонячної системи впали б на Сонце, оскільки маса його і притягання надвеликі. Цього не відбувається, бо є рух, діяння відцентрових та доцентрових сил, котрі рівні за своєю величиною і протилежні за своєю напрямленістю.
Рух — суперечливе явище. Щось рухається лише тоді, коли воно знаходиться в даному місці і одночасно в ньому не знаходиться. По суті, рух — це сама існуюча суперечність (Гегель). Рух не лише переміщення, котре можна спостерігати візуально, а й внутрішня, невидима зміна.

### Основні форми руху матерії
У філософії (дещо застарілий поділ як на ХХІ ст.) розрізняють п'ять основних форм руху матерії:
1. механічна форма руху (дія — протидія; притягання — відштовхування тощо);
2. фізична форма руху (наприклад, позитивна — негативна електрика, симетрія — антисиметрія);
3. хімічна форма руху (розкладання — з'єднання; асоціація — дисоціація);
4. біологічна форма руху (асиміляція — дисиміляція; спадковість — мінливість);
5. соціальна форма руху (соціальні суперечності; соціальні конфлікти, антагонізми; боротьба інтересів різних соціальних груп тощо).

## Простір і час як форми існування матерії
Рух матерії відбувається у певному просторі і часі. Що собою являють поняття «простір» і «час»?
Простір — форма існування (буття) матерії, яка характеризується, принаймні, двома суттєвими моментами, а саме: протяжністю матеріальних об'єктів та їхньою взаємодією. Тобто, простір існує лише тоді і в тому зв'язку, коли є матеріальні об'єкти. Без них це поняття є безпредметним. Особливістю простору як філософської категорії є його тривимірність, бо такі виміри мають матеріальні об'єкти (ширина, висота, довжина).
Час — теж форма існування матерії. Категорія «час» відображає тривалість існування матеріальних об'єктів і послідовність їхньої зміни. Так само, як і простір, час без матеріальних об'єктів не існує. Особливістю часу є те, що він незворотний. Час повернути назад неможливо.
Отже, змістом простору і часу як загальних форм існування матерії є матеріальні об'єкти. Простір і час — форми буття матерії, змістом же є сама матерія, її конкретні види.
Спільними моментами для простору і часу, як філософських категорій, є те, що вони:
- об'єктивні (існують незалежно від людини, її свідомості);
- пізнавальні (є об'єктами дослідження).

Простір і час за своїм змістом суперечливі поняття. Ця суперечливість полягає в тому, що нескінченність простору і нескінченність часу у Всесвіті складається з кінечних протяжностей і кінечних тривалостей. Оскільки, з одного боку, конкретні об'єкти є скінченими як речі Землі, а з іншого, нескінченними, як об'єкти Всесвіту.
Простір і час як філософські категорії і простір і час як природничо-наукові поняття — це не одне і теж. Перші — найзагальніші, стабільні, абстрактні поняття. Другі — змінні, відносні, нестабільні. Простір і час як природничо-наукові поняття змінюються з розвитком наукових уявлень про матеріальні об'єкти. Наприклад, Ісаак Ньютон (1643 — 1687) вважав простір незмінним, абсолютним. На його думку, простір — це щось подібне до порожньої кімнати, у яку можна внести меблі, винести їх, а простір при цьому залишиться без змін.
Однак з часом це твердження Ньютона про незмінність простору як природничо-наукового поняття було спростовано німецьким математиком Бернгардом Ріманом (1826 — 1866).
Суть справи полягала ось у чому: сума кутів трикутника, як матеріального об'єкта, на площині завжди дорівнює 180°. Однак Ріман довів, що коли геометричну фігуру трикутника уявити на сферичній поверхні, то сума кутів такого трикутника буде не 180°, а більшою. Отже, і простір, таким чином буде більшим, тобто змінним, не стабільним.
Російський математик Микола Лобачевський (1792 — 1856) довів, що сума кутів трикутника може бути, навпаки, меншою за 180°. Це залежить від того, з якого боку сферичної поверхні уявити трикутник. Це відкриття здійснило переворот в уявленні про природу простору, його змінність.
Таким чином було доведено, що уявлення про простір як конкретне природничо-наукове поняття змінюється внаслідок розвитку науки.
Таким же змінним, нестабільним є природничо-наукове поняття час. Така змінність, нестабільність часу випливає з теорії відносності відомого фізика-теоретика Альберта Ейнштейна (1879 — 1955). Два висновки з його теорії мають, принаймні, філософське значення. Перший висновок: якщо тіло рухається зі швидкістю світла (300 тис. км/сек), то це тіло змінюється у своїх розмірах. Отже, змінюються і його просторові характеристики. Другий висновок: якщо тіло рухається зі швидкістю світла, то час для такого тіла тече повільніше.

### Ілюзії простору і часу
Простір і час існують незалежно від людини, її свідомості. Вони об'єктивні за своєю природою. Разом з тим, їхнє сприйняття не позбавлено і суб'єктивних моментів. Це виявляється в тому, що:
а) протяжність матеріальних об'єктів відображається у людській свідомості не завжди адекватно — віддаль між цими об'єктами може складатися. Особливо це спостерігається у горах, пустелі;
б) час може протікати по-різному — або швидше, або повільніше. Все залежить від суб'єктивних відчуттів людини, її захопленості, уваги, інтересу.
Автора теорії відносності — Альберта Ейнштейна кореспонденти якось запитали, як розуміти його твердження про те, що час — поняття відносне, може уповільнюватися, коли відомо, що час завжди в земних умовах протікає однаково. На це запитання маестро відповів у жартівливій формі:
|  | Одна справа, коли ви тримаєте на колінах гарну дівчину, інша, – коли ви стоїте голими п’ятами на гарячій сковороді. Час для вас протікатиме по-різному. У першому випадку час буде для вас протікати швидко. У другому – надто повільно. |

Залежно від віку люди сприймають час не однаково. Американський дослідник Петер Манган провів такий експеримент. Він відібрав три групи людей різного віку: тим, кому 19 — 24 роки; 45 — 50 років; 60 — 70 років. І попросив їх, зосередившись, повідомити, коли для них пройдуть три хвилини часу. Виявилася така картина: для групи осіб 19 — 24-ти річних оцінка трьох хвилин дорівнювала 3,01 хвилини; для групи осіб 45 — 50-ти річних три хвилини дорівнювали 3,25 хвилини; для групи осіб 60 — 70-ти річних три хвилини становили 4,07 хвилини. Тобто, для літніх людей час проходить швидше, хоча об'єктивно час в земних умовах завжди протікає однаково, стабільно.
Такі, найзагальніші характеристики простору і часу як філософських категорій і як природничо-наукових понять.

## Діалектика та її альтернативи
|                | Діалектика є осягнення суперечностей у їхній єдності. |
| — Ґеорґ Геґель |                                                       |

Основні поняття, що характеризують діалектику, як загальну теорію розвитку. Діалектика є сучасною загальною теорією розвитку всього сутнього, яка адекватно відображає його еволюцію у своїх законах, категоріях та принципах. І це стосується не лише розвитку «абсолютної ідеї», як у Гегеля, а й матеріального світу. Тобто діалектика поширюється на всю навколишню дійсність і є теоретичним відображенням розвитку як «духу», так і матерії, свідомості, пізнання. Її основним предметом є сам розвиток, його найзагальніші закони, що діють і виявляються в розвитку природи, суспільства і мислення.
Що ж таке розвиток? Як це поняття трактується у філософії?
Розвиток — це незворотна, спрямована, необхідна зміна матеріальних та ідеальних об'єктів. У результаті розвитку виникає нова якість, що є наслідком руху суперечностей, їхнього розв'язання. Розвиток — загальна властивість матерії, її найважливіша ознака.
Розвиток — це насамперед зміна, рух, але не будь-яка зміна, рух є розвитком. В процесі руху як розвитку створюється нове, необхідне, здатне до саморуху, самовідтворення.
Саморух у таких організованих і цілісних системах, як суспільство, організм, біосфера тощо, здійснюється як саморозвиток, тобто як самоперехід на вищий рівень організації. Саморух і саморозвиток — важливі моменти діалектики як теорії розвитку. Саморозвиток «генетично» виростає з саморуху як невід'ємного атрибута матерії. Саморух відображає зміну явища, речі під дією внутрішніх суперечностей, їм притаманних. Зовнішні фактори не детермінують рух, а лише його модифікують.
Що ж таке рух, зміна? Рух, зміна — це внутрішньо пов'язана єдність буття й небуття, тотожності й відмінності, стабільності й плинності, того, що зникає, з тим, що з'являється. Рух, зміну можна осягнути лише в тому випадку, коли розглядати його суперечливі сторони в єдності та взаємодії. Варто взяти до уваги лише одну його сторону і проігнорувати іншу, як рух, зміна стануть незрозумілими. Такий самий результат буде тоді, коли ми станемо розглядати їх не у взаємодії, а відокремлено. Бо рух — це суперечність, свідчення того, що тіло може рухатись лише тоді, коли воно перебуває в даному місці і одночасно в ньому не перебуває. Це єдність протилежностей, котрі взаємно передбачають одна одну. За Геґелем, «принцип усякого саморуху якраз і полягає … в зображенні суперечностей. Щось рухається не тому, що воно… в цьому …перебуває тут, а в іншому … там, а лише … тому, що воно перебуває тут і не тут…, одночасно і перебуває, і не перебуває… Рух є самою суперечністю». Постійне виникнення і одночасне вирішення даної суперечності і є рухом. Він, як відомо, є абсолютним, невід'ємним атрибутом усього сутнього. Тому розвиток можна вважати вищою формою руху і зміни, точніше, сутністю руху, а рух можна визначити як будь-яку зміну явища чи предмета.
Діалектика як філософська теорія розвитку спирається на такі фундаментальні поняття, як зв'язок, взаємодія, відношення. Поняття зв'язку є одним із найважливіших у діалектиці. Процес пізнання завжди починається з виявлення зв'язків. І будь-яка наукова теорія ґрунтується на з'ясуванні суттєвих зв'язків. Поняття зв'язку є вихідним для розуміння універсальних (глобальних) зв'язків об'єктивної дійсності. Що таке зв'язок?
Поняття зв'язку відбиває взаємообумовленість речей і явищ, розділених у просторі і часі. Існують різноманітні зв'язки. Вони класифікуються залежно від ознак, які кладуться в основу тієї чи іншої класифікації. Наприклад, залежно від рівня організації і форм руху матерії, зв'язки можуть бути механічні, фізичні, хімічні, суспільні. Суспільні зв'язки у свою чергу можуть бути виробничі, класові, національні, родинні, групові, особисті тощо. Зв'язки можуть бути також об'єктивними і суб'єктивними, внутрішніми і зовнішніми, суттєвими і несуттєвими, простими і складними.

### Філософія Об'єднання як альтернатива діалектиці
Філософія Об’єднання пропонує онтологічну модель, що є фундаментальною критикою та альтернативою гегелівській і марксистській діалектиці. На відміну від діалектичного принципу розвитку через боротьбу протилежностей (теза-антитеза-синтез), ця філософія вводить концепцію «дії віддавання та приймання». Згідно з цим поглядом, розвиток, існування та гармонія у Всесвіті є результатом не конфлікту, а взаємодії між суб'єктом та об'єктом, що мають спільну мету. Ця взаємодія, в центрі якої знаходиться любов або прагнення спільної мети, створює основу для єдності та появи нових утворень, на відміну від діалектичної моделі, яку філософія Об'єднання вважає невідповідною реальним процесам у природі та суспільстві.
В основі цієї альтернативної онтології лежить структура Первісного образу, що складається з внутрішньої природи (сонсан) та зовнішньої форми (хьонсан). Їхні стосунки — це не боротьба, а гармонійна і циклічна «дія віддавання та приймання». Цей процес породжує або «єдине ціле» (збереження та гармонізацію існуючого), або «новоутворене тіло» (створення нового). Таким чином, кожне існуюче тіло розглядається як «взаємопов'язане тіло», що має подвійну мету: індивідуальну (для себе) і загальну (для цілого). Цей принцип пояснює універсальний взаємозв'язок, який, на відміну від матеріалістичної діалектики, ґрунтується не на сліпій боротьбі, а на цілеспрямованій гармонії.
Цей підхід також формує нову аксіологію (теорію цінностей). В умовах кризи цінностей, що, на думку послідовників, є наслідком релятивізму, Філософія Об'єднання пропонує встановити абсолютний погляд на цінності. Такі цінності, як абсолютна істина, добро і краса, виводяться з атрибутів Бога як Абсолюту та Його мети творення. На противагу етиці, що базується на класовій боротьбі, пропонується етика, заснована на законах природи, де центральним є принцип гармонійної взаємодії. Історичний процес також розглядається не як боротьба класів, а як боротьба між силами добра і зла, що зрештою веде до встановлення світу з абсолютними цінностями.
Філософія Об'єднання також системно протиставляє власні принципи трьом основним законам діалектичного матеріалізму. По-перше, «закону єдності та боротьби протилежностей» протиставляється «закон дії віддавання та приймання між корелятами», оскільки боротьба веде лише до руйнування, а розвиток можливий через гармонійну взаємодію. По-друге, замість «закону перетворення кількості в якість» пропонується «закон збалансованого розвитку якості та кількості», де якість і кількість змінюються одночасно та поступово, як взаємопов'язані сонсан і хьонсан. По-третє, «закону заперечення заперечення» протиставляється «закон позитивного розвитку», згідно з яким природа і суспільство розвиваються через циклічні (у неживій природі) або спіральні (у живих істотах) процеси гармонійної взаємодії, а не через заперечення.